# Champvoux
Champvoux is een gemeente in het Franse departement Nièvre (regio Bourgogne-Franche-Comté) en telt 312 inwoners (2010). De plaats maakt deel uit van het arrondissement Cosne-Cours-sur-Loire.

## Geografie
De oppervlakte van Champvoux bedraagt 10,6 km², de bevolkingsdichtheid is 28,3 inwoners per km².
De onderstaande kaart toont de ligging van Champvoux met de belangrijkste infrastructuur en aangrenzende gemeenten.

## Demografie
Onderstaande figuur toont het verloop van het inwonertal (bron: INSEE-tellingen).